# Black Canyon City
Black Canyon City és una concentració de població designada pel cens dels Estats Units a l'estat d'Arizona. Segons el cens del 2000 tenia 2.697 habitants.

## Demografia
Segons el cens del 2000, Black Canyon City tenia 2.697 habitants, 1.241 habitatges, i 771 famílies La densitat de població era de 52,1 habitants/km².
Dels 1.241 habitatges en un 18% hi vivien nens de menys de 18 anys, en un 51,5% hi vivien parelles casades, en un 6,8% dones solteres, i en un 37,8% no eren unitats familiars. En el 30,9% dels habitatges hi vivien persones soles el 13,8% de les quals corresponia a persones de 65 anys o més que vivien soles. El nombre mitjà de persones vivint en cada habitatge era de 2,17 i el nombre mitjà de persones que vivien en cada família era de 2,64.
Per edats la població es repartia de la següent manera: un 17,5% tenia menys de 18 anys, un 4,9% entre 18 i 24, un 23,8% entre 25 i 44, un 32,3% de 45 a 60 i un 21,6% 65 anys o més.
L'edat mediana era de 47 anys. Per cada 100 dones de 18 o més anys hi havia 108,1 homes.
La renda mediana per habitatge era de 32.908 $ i la renda mediana per família de 41.193 $. Els homes tenien una renda mediana de 36.310 $ mentre que les dones 22.750 $. La renda per capita de la població era de 20.117 $. Aproximadament el 7,6% de les famílies i el 12,9% de la població estaven per davall del llindar de pobresa.

## Poblacions més properes
El següent diagrama mostra les poblacions més properes.